# 阿森松島彎線䲁
阿森松島彎線䲁（學名：Helcogramma ascensionis），為輻鰭魚綱䲁形目三鰭䲁科彎線䲁屬的一個種，是由Roger Lubbock於1980年描述，分布於東南大西洋亞松森島海域，深度1至2公尺，本魚體型小呈圓柱狀，吻部短，頭部、頸背、腹部、胸鰭基部和緊鄰第一背鰭和臀鰭基部的區域無鱗片，上頜骨向後延伸至瞳孔下方，背鰭硬棘16-17枚、背鰭軟條10-11枚、臀鰭硬棘1枚、臀鰭軟條18-20枚，體長可達3.5公分，棲息在礁石底質的潮池，以藻類為食，雌魚產附著性卵在藻類築的巢，雄魚會守護卵，幼魚為浮游性，生活習性不明。